# 2586 Matson
2586 Matson eller 1980 LO är en asteroid i huvudbältet som upptäcktes den 11 juni 1980 av den amerikanska astronomen Carolyn S. Shoemaker vid Palomar-observatoriet. Den är uppkallad efter amerikanen Dennis L. Matson.
Asteroiden har en diameter på ungefär 6 kilometer.